# Brasil Afora
Brasil Afora é o décimo segundo álbum de estúdio dos Paralamas do Sucesso, lançado em 2009. A primeira música de trabalho do álbum foi "A Lhe Esperar", composição de Arnaldo Antunes e Liminha. A faixa "Meu Sonho" estourou nas rádios em 2009 e fez parte da trilha sonora da novela Caras & Bocas, da Rede Globo.
O álbum foi gravado no estúdio de Carlinhos Brown, que participou da canção "Sem Mais Adeus". A canção "Quanto ao Tempo", de Brown, foi regravada para este álbum. Foi gravada originalmente por Ivete Sangalo no álbum Multishow Registro: Pode Entrar, em dueto com Brown.
A canção "O Palhaço" está disponível apenas para download digital e não está presente no álbum físico.
| Críticas profissionais                                                      | Críticas profissionais |
| Avaliações da crítica                                                       | Avaliações da crítica  |
| Fonte                                                                       | Avaliação              |
| --------------------------------------------------------------------------- | ---------------------- |
| Canal Pop                                                                   | [ 1 ]                  |
| Esta tabela precisa de ser acompanhada por texto em prosa. Consulte o guia. |                        |

## Faixas
| N.º | Título                                                       | Duração |  |
| 1.  | "Meu Sonho"                                                  | 03:24   |  |
| 2.  | "Sem Mais Adeus" (com Carlinhos Brown)                       | 03:19   |  |
| 3.  | "A Lhe Esperar"                                              | 03:23   |  |
| 4.  | "O Amor" (cover de "El Amor Después Del Amor", de Fito Páez) | 04:09   |  |
| 5.  | "Quanto ao Tempo"                                            | 04:00   |  |
| 6.  | "Aposte em Mim"                                              | 04:06   |  |
| 7.  | "Mormaço" (com Zé Ramalho)                                   | 03:10   |  |
| 8.  | "Taubaté ou Santos"                                          | 02:38   |  |
| 9.  | "Brasil Afora"                                               | 02:29   |  |
| 10. | "Tempero Zen"                                                | 02:25   |  |
| 11. | "Tão Bela"                                                   | 02:20   |  |
| 12. | "O Palhaço" (disponível apenas para download digital)        | 02:40   |  |